# 1785
Portal Geschichte | Portal Biografien | Aktuelle Ereignisse | Jahreskalender | Tagesartikel

◄ |
17. Jahrhundert |
18. Jahrhundert
| 19. Jahrhundert | ►

◄ |
1750er |
1760er |
1770er |
1780er
| 1790er | 1800er | 1810er | ►

◄◄ |
◄ |
1781 |
1782 |
1783 |
1784 |
1785
| 1786 | 1787 | 1788 | 1789 | ► | ►►
Staatsoberhäupter  · Nekrolog   · Musikjahr
| Januar | Januar | Januar | Januar | Januar | Januar | Januar | Januar |
| Kw     | Mo     | Di     | Mi     | Do     | Fr     | Sa     | So     |
| ------ | ------ | ------ | ------ | ------ | ------ | ------ | ------ |
| 53     |        |        |        |        |        | 1      | 2      |
| 1      | 3      | 4      | 5      | 6      | 7      | 8      | 9      |
| 2      | 10     | 11     | 12     | 13     | 14     | 15     | 16     |
| 3      | 17     | 18     | 19     | 20     | 21     | 22     | 23     |
| 4      | 24     | 25     | 26     | 27     | 28     | 29     | 30     |
| 5      | 31     |        |        |        |        |        |        |

| Februar | Februar | Februar | Februar | Februar | Februar | Februar | Februar |
| Kw      | Mo      | Di      | Mi      | Do      | Fr      | Sa      | So      |
| ------- | ------- | ------- | ------- | ------- | ------- | ------- | ------- |
| 5       |         | 1       | 2       | 3       | 4       | 5       | 6       |
| 6       | 7       | 8       | 9       | 10      | 11      | 12      | 13      |
| 7       | 14      | 15      | 16      | 17      | 18      | 19      | 20      |
| 8       | 21      | 22      | 23      | 24      | 25      | 26      | 27      |
| 9       | 28      |         |         |         |         |         |         |

| März | März | März | März | März | März | März | März |
| Kw   | Mo   | Di   | Mi   | Do   | Fr   | Sa   | So   |
| ---- | ---- | ---- | ---- | ---- | ---- | ---- | ---- |
| 9    |      | 1    | 2    | 3    | 4    | 5    | 6    |
| 10   | 7    | 8    | 9    | 10   | 11   | 12   | 13   |
| 11   | 14   | 15   | 16   | 17   | 18   | 19   | 20   |
| 12   | 21   | 22   | 23   | 24   | 25   | 26   | 27   |
| 13   | 28   | 29   | 30   | 31   |      |      |      |

| April | April | April | April | April | April | April | April |
| Kw    | Mo    | Di    | Mi    | Do    | Fr    | Sa    | So    |
| ----- | ----- | ----- | ----- | ----- | ----- | ----- | ----- |
| 13    |       |       |       |       | 1     | 2     | 3     |
| 14    | 4     | 5     | 6     | 7     | 8     | 9     | 10    |
| 15    | 11    | 12    | 13    | 14    | 15    | 16    | 17    |
| 16    | 18    | 19    | 20    | 21    | 22    | 23    | 24    |
| 17    | 25    | 26    | 27    | 28    | 29    | 30    |       |

| Mai | Mai | Mai | Mai | Mai | Mai | Mai | Mai |
| Kw  | Mo  | Di  | Mi  | Do  | Fr  | Sa  | So  |
| --- | --- | --- | --- | --- | --- | --- | --- |
| 17  |     |     |     |     |     |     | 1   |
| 18  | 2   | 3   | 4   | 5   | 6   | 7   | 8   |
| 19  | 9   | 10  | 11  | 12  | 13  | 14  | 15  |
| 20  | 16  | 17  | 18  | 19  | 20  | 21  | 22  |
| 21  | 23  | 24  | 25  | 26  | 27  | 28  | 29  |
| 22  | 30  | 31  |     |     |     |     |     |

| Juni | Juni | Juni | Juni | Juni | Juni | Juni | Juni |
| Kw   | Mo   | Di   | Mi   | Do   | Fr   | Sa   | So   |
| ---- | ---- | ---- | ---- | ---- | ---- | ---- | ---- |
| 22   |      |      | 1    | 2    | 3    | 4    | 5    |
| 23   | 6    | 7    | 8    | 9    | 10   | 11   | 12   |
| 24   | 13   | 14   | 15   | 16   | 17   | 18   | 19   |
| 25   | 20   | 21   | 22   | 23   | 24   | 25   | 26   |
| 26   | 27   | 28   | 29   | 30   |      |      |      |

| Juli | Juli | Juli | Juli | Juli | Juli | Juli | Juli |
| Kw   | Mo   | Di   | Mi   | Do   | Fr   | Sa   | So   |
| ---- | ---- | ---- | ---- | ---- | ---- | ---- | ---- |
| 26   |      |      |      |      | 1    | 2    | 3    |
| 27   | 4    | 5    | 6    | 7    | 8    | 9    | 10   |
| 28   | 11   | 12   | 13   | 14   | 15   | 16   | 17   |
| 29   | 18   | 19   | 20   | 21   | 22   | 23   | 24   |
| 30   | 25   | 26   | 27   | 28   | 29   | 30   | 31   |

| August | August | August | August | August | August | August | August |
| Kw     | Mo     | Di     | Mi     | Do     | Fr     | Sa     | So     |
| ------ | ------ | ------ | ------ | ------ | ------ | ------ | ------ |
| 31     | 1      | 2      | 3      | 4      | 5      | 6      | 7      |
| 32     | 8      | 9      | 10     | 11     | 12     | 13     | 14     |
| 33     | 15     | 16     | 17     | 18     | 19     | 20     | 21     |
| 34     | 22     | 23     | 24     | 25     | 26     | 27     | 28     |
| 35     | 29     | 30     | 31     |        |        |        |        |

| September | September | September | September | September | September | September | September |
| Kw        | Mo        | Di        | Mi        | Do        | Fr        | Sa        | So        |
| --------- | --------- | --------- | --------- | --------- | --------- | --------- | --------- |
| 35        |           |           |           | 1         | 2         | 3         | 4         |
| 36        | 5         | 6         | 7         | 8         | 9         | 10        | 11        |
| 37        | 12        | 13        | 14        | 15        | 16        | 17        | 18        |
| 38        | 19        | 20        | 21        | 22        | 23        | 24        | 25        |
| 39        | 26        | 27        | 28        | 29        | 30        |           |           |

| Oktober | Oktober | Oktober | Oktober | Oktober | Oktober | Oktober | Oktober |
| Kw      | Mo      | Di      | Mi      | Do      | Fr      | Sa      | So      |
| ------- | ------- | ------- | ------- | ------- | ------- | ------- | ------- |
| 39      |         |         |         |         |         | 1       | 2       |
| 40      | 3       | 4       | 5       | 6       | 7       | 8       | 9       |
| 41      | 10      | 11      | 12      | 13      | 14      | 15      | 16      |
| 42      | 17      | 18      | 19      | 20      | 21      | 22      | 23      |
| 43      | 24      | 25      | 26      | 27      | 28      | 29      | 30      |
| 44      | 31      |         |         |         |         |         |         |

| November | November | November | November | November | November | November | November |
| Kw       | Mo       | Di       | Mi       | Do       | Fr       | Sa       | So       |
| -------- | -------- | -------- | -------- | -------- | -------- | -------- | -------- |
| 44       |          | 1        | 2        | 3        | 4        | 5        | 6        |
| 45       | 7        | 8        | 9        | 10       | 11       | 12       | 13       |
| 46       | 14       | 15       | 16       | 17       | 18       | 19       | 20       |
| 47       | 21       | 22       | 23       | 24       | 25       | 26       | 27       |
| 48       | 28       | 29       | 30       |          |          |          |          |

| Dezember | Dezember | Dezember | Dezember | Dezember | Dezember | Dezember | Dezember |
| Kw       | Mo       | Di       | Mi       | Do       | Fr       | Sa       | So       |
| -------- | -------- | -------- | -------- | -------- | -------- | -------- | -------- |
| 48       |          |          |          | 1        | 2        | 3        | 4        |
| 49       | 5        | 6        | 7        | 8        | 9        | 10       | 11       |
| 50       | 12       | 13       | 14       | 15       | 16       | 17       | 18       |
| 51       | 19       | 20       | 21       | 22       | 23       | 24       | 25       |
| 52       | 26       | 27       | 28       | 29       | 30       | 31       |          |

| Januar | Januar | Januar | Januar | Januar | Januar | Januar | Januar |
| Kw     | Mo     | Di     | Mi     | Do     | Fr     | Sa     | So     |
| ------ | ------ | ------ | ------ | ------ | ------ | ------ | ------ |
| 53     |        |        |        |        |        | 1      | 2      |
| 1      | 3      | 4      | 5      | 6      | 7      | 8      | 9      |
| 2      | 10     | 11     | 12     | 13     | 14     | 15     | 16     |
| 3      | 17     | 18     | 19     | 20     | 21     | 22     | 23     |
| 4      | 24     | 25     | 26     | 27     | 28     | 29     | 30     |
| 5      | 31     |        |        |        |        |        |        |

| Februar | Februar | Februar | Februar | Februar | Februar | Februar | Februar |
| Kw      | Mo      | Di      | Mi      | Do      | Fr      | Sa      | So      |
| ------- | ------- | ------- | ------- | ------- | ------- | ------- | ------- |
| 5       |         | 1       | 2       | 3       | 4       | 5       | 6       |
| 6       | 7       | 8       | 9       | 10      | 11      | 12      | 13      |
| 7       | 14      | 15      | 16      | 17      | 18      | 19      | 20      |
| 8       | 21      | 22      | 23      | 24      | 25      | 26      | 27      |
| 9       | 28      |         |         |         |         |         |         |

| März | März | März | März | März | März | März | März |
| Kw   | Mo   | Di   | Mi   | Do   | Fr   | Sa   | So   |
| ---- | ---- | ---- | ---- | ---- | ---- | ---- | ---- |
| 9    |      | 1    | 2    | 3    | 4    | 5    | 6    |
| 10   | 7    | 8    | 9    | 10   | 11   | 12   | 13   |
| 11   | 14   | 15   | 16   | 17   | 18   | 19   | 20   |
| 12   | 21   | 22   | 23   | 24   | 25   | 26   | 27   |
| 13   | 28   | 29   | 30   | 31   |      |      |      |

| April | April | April | April | April | April | April | April |
| Kw    | Mo    | Di    | Mi    | Do    | Fr    | Sa    | So    |
| ----- | ----- | ----- | ----- | ----- | ----- | ----- | ----- |
| 13    |       |       |       |       | 1     | 2     | 3     |
| 14    | 4     | 5     | 6     | 7     | 8     | 9     | 10    |
| 15    | 11    | 12    | 13    | 14    | 15    | 16    | 17    |
| 16    | 18    | 19    | 20    | 21    | 22    | 23    | 24    |
| 17    | 25    | 26    | 27    | 28    | 29    | 30    |       |

| Mai | Mai | Mai | Mai | Mai | Mai | Mai | Mai |
| Kw  | Mo  | Di  | Mi  | Do  | Fr  | Sa  | So  |
| --- | --- | --- | --- | --- | --- | --- | --- |
| 17  |     |     |     |     |     |     | 1   |
| 18  | 2   | 3   | 4   | 5   | 6   | 7   | 8   |
| 19  | 9   | 10  | 11  | 12  | 13  | 14  | 15  |
| 20  | 16  | 17  | 18  | 19  | 20  | 21  | 22  |
| 21  | 23  | 24  | 25  | 26  | 27  | 28  | 29  |
| 22  | 30  | 31  |     |     |     |     |     |

| Juni | Juni | Juni | Juni | Juni | Juni | Juni | Juni |
| Kw   | Mo   | Di   | Mi   | Do   | Fr   | Sa   | So   |
| ---- | ---- | ---- | ---- | ---- | ---- | ---- | ---- |
| 22   |      |      | 1    | 2    | 3    | 4    | 5    |
| 23   | 6    | 7    | 8    | 9    | 10   | 11   | 12   |
| 24   | 13   | 14   | 15   | 16   | 17   | 18   | 19   |
| 25   | 20   | 21   | 22   | 23   | 24   | 25   | 26   |
| 26   | 27   | 28   | 29   | 30   |      |      |      |

| Juli | Juli | Juli | Juli | Juli | Juli | Juli | Juli |
| Kw   | Mo   | Di   | Mi   | Do   | Fr   | Sa   | So   |
| ---- | ---- | ---- | ---- | ---- | ---- | ---- | ---- |
| 26   |      |      |      |      | 1    | 2    | 3    |
| 27   | 4    | 5    | 6    | 7    | 8    | 9    | 10   |
| 28   | 11   | 12   | 13   | 14   | 15   | 16   | 17   |
| 29   | 18   | 19   | 20   | 21   | 22   | 23   | 24   |
| 30   | 25   | 26   | 27   | 28   | 29   | 30   | 31   |

| August | August | August | August | August | August | August | August |
| Kw     | Mo     | Di     | Mi     | Do     | Fr     | Sa     | So     |
| ------ | ------ | ------ | ------ | ------ | ------ | ------ | ------ |
| 31     | 1      | 2      | 3      | 4      | 5      | 6      | 7      |
| 32     | 8      | 9      | 10     | 11     | 12     | 13     | 14     |
| 33     | 15     | 16     | 17     | 18     | 19     | 20     | 21     |
| 34     | 22     | 23     | 24     | 25     | 26     | 27     | 28     |
| 35     | 29     | 30     | 31     |        |        |        |        |

| September | September | September | September | September | September | September | September |
| Kw        | Mo        | Di        | Mi        | Do        | Fr        | Sa        | So        |
| --------- | --------- | --------- | --------- | --------- | --------- | --------- | --------- |
| 35        |           |           |           | 1         | 2         | 3         | 4         |
| 36        | 5         | 6         | 7         | 8         | 9         | 10        | 11        |
| 37        | 12        | 13        | 14        | 15        | 16        | 17        | 18        |
| 38        | 19        | 20        | 21        | 22        | 23        | 24        | 25        |
| 39        | 26        | 27        | 28        | 29        | 30        |           |           |

| Oktober | Oktober | Oktober | Oktober | Oktober | Oktober | Oktober | Oktober |
| Kw      | Mo      | Di      | Mi      | Do      | Fr      | Sa      | So      |
| ------- | ------- | ------- | ------- | ------- | ------- | ------- | ------- |
| 39      |         |         |         |         |         | 1       | 2       |
| 40      | 3       | 4       | 5       | 6       | 7       | 8       | 9       |
| 41      | 10      | 11      | 12      | 13      | 14      | 15      | 16      |
| 42      | 17      | 18      | 19      | 20      | 21      | 22      | 23      |
| 43      | 24      | 25      | 26      | 27      | 28      | 29      | 30      |
| 44      | 31      |         |         |         |         |         |         |

| November | November | November | November | November | November | November | November |
| Kw       | Mo       | Di       | Mi       | Do       | Fr       | Sa       | So       |
| -------- | -------- | -------- | -------- | -------- | -------- | -------- | -------- |
| 44       |          | 1        | 2        | 3        | 4        | 5        | 6        |
| 45       | 7        | 8        | 9        | 10       | 11       | 12       | 13       |
| 46       | 14       | 15       | 16       | 17       | 18       | 19       | 20       |
| 47       | 21       | 22       | 23       | 24       | 25       | 26       | 27       |
| 48       | 28       | 29       | 30       |          |          |          |          |

| Dezember | Dezember | Dezember | Dezember | Dezember | Dezember | Dezember | Dezember |
| Kw       | Mo       | Di       | Mi       | Do       | Fr       | Sa       | So       |
| -------- | -------- | -------- | -------- | -------- | -------- | -------- | -------- |
| 48       |          |          |          | 1        | 2        | 3        | 4        |
| 49       | 5        | 6        | 7        | 8        | 9        | 10       | 11       |
| 50       | 12       | 13       | 14       | 15       | 16       | 17       | 18       |
| 51       | 19       | 20       | 21       | 22       | 23       | 24       | 25       |
| 52       | 26       | 27       | 28       | 29       | 30       | 31       |          |

## Ereignisse

### Politik und Weltgeschehen
- 28. Februar: Mit der Hinrichtung der Anführer Horea und Cloșca endet der Bauernaufstand in Siebenbürgen.
- 7. März: Schweden nimmt in den Kleinen Antillen die Insel Saint-Barthélemy in Besitz, die es aus französischem Kolonialbesitz gegen die Gewährung von Handelsrechten in Göteborg erhalten hat.
- 23. Juli: Preußen schließt sich mit Hannover und Sachsen zum Drei-Kurfürstenbund zusammen, der sich rasch durch den Beitritt von 14 weiteren Reichsfürsten zum Fürstenbund erweitert. Zu den Mitgliedern zählen unter anderem Hessen-Kassel und Zweibrücken, Braunschweig-Wolfenbüttel, Sachsen-Gotha und Sachsen-Weimar, Mecklenburg, Baden und Brandenburg-Ansbach. Friedrich der Große instrumentalisiert den großteils aus protestantischen Reichsfürsten bestehenden Bund bald als antihabsburgisches Gegengewicht im Reich zu den österreichischen Expansionsbestrebungen in Süddeutschland.
- 1. August: Jean-François de La Pérouse sticht mit zwei Schiffen von Brest aus in See. An Bord befindet sich eine hochkarätige Truppe von Wissenschaftlern aus den Fachgebieten Astronomie, Mathematik, Geologie, Mineralogie und Botanik. Ihr Auftrag ist die genaue Erforschung der Geografie des Pazifik und der dortigen Handelsmöglichkeiten, vom hohen Norden bis nach Australien, von Asien bis Amerika. Erste Station ist Teneriffa, von wo aus man weiter in Richtung Patagonien segelt.
- 15. August: Mit der Verhaftung des Kardinals Rohan beginnt in Frankreich die sogenannte Halsbandaffäre. Das Ansehen der französischen Monarchie leidet schwer unter den Folgen.
- 10. September: Friedrich der Große und die USA schließen einen Freundschafts- und Handelsvertrag, dessen Grundlage die Anerkennung der erst seit kurzem unabhängigen 13 Staaten der USA seitens Preußens darstellt. Zudem existiert darin ein Novum für damalige solche Verträge: Beide als oberste Chefs der Exekutive ihrer Staaten verlangen und vereinbaren mit ihrer Unterschrift die besondere und unbedingt humane Haft für Kriegsgefangene.
- 11. Dezember: Kaiser Joseph II. erlässt das dritte Toleranzpatent, das sogenannte Freimaurerpatent. Es entsteht dadurch eine Großloge in Österreich, der jene anderer Kronländer unterstehen. Die Logenanzahl wird begrenzt, die Freimaurerei streng staatlich überwacht.
- In New York scheitert ein Gesetzesvorschlag zur stufenweisen Abschaffung der Sklaverei. Im selben Jahr entsteht auf Long Island die von Quäkern dominierte New York Manumission Society, die in vielen Bereichen des öffentlichen Lebens Druck für eine Verbesserung der Situation der Sklaven ausüben wird.

### Wirtschaft
- 1. Januar: Die Zeitung The Daily Universal Register wird gegründet.
- 23. August: Die erste Dampfmaschine nach Bauart von James Watt wird in Deutschland auf dem König-Friedrich-Schacht bei Hettstedt offiziell in Betrieb genommen.

### Wissenschaft und Technik

#### Astronomie
- 7. Februar: Der deutsch-britische Astronom Wilhelm Herschel entdeckt im Sternbild Rabe die Antennen-Galaxie.
- 10. März: Im Sternbild Jungfrau bemerkt Wilhelm Herschel die Galaxie NGC 5084.
- 12. März: Wilhelm Herschel entdeckt den 4.300 Lichtjahre von der Erde entfernten planetarischen Nebel NGC 2371 im Sternbild Zwillinge.

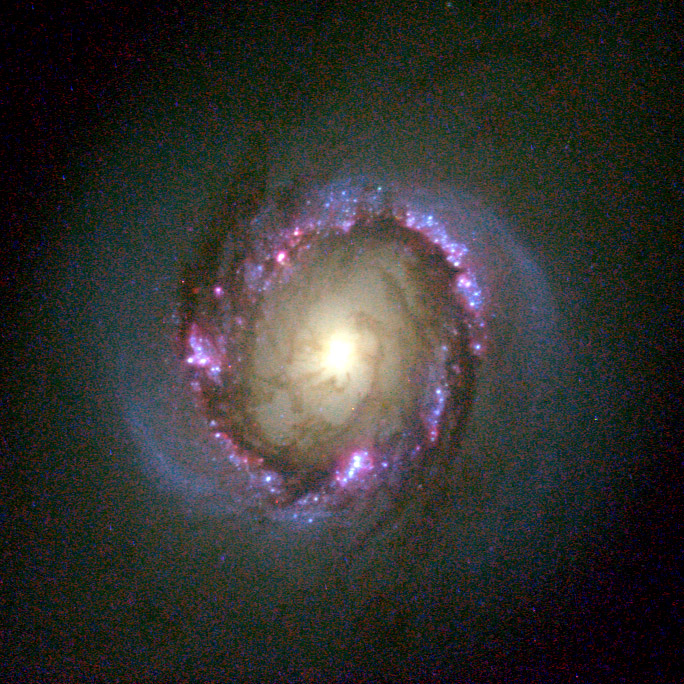
Galaxie NGC 4314

- 13. März: Im Sternbild Haar der Berenike beobachtet Wilhelm Herschel die Galaxie NGC 4314.
- 16. März: Wilhelm Herschel sieht als Erster die Galaxie NGC 5832 im Sternbild Kleiner Bär.
- 3. April: Wilhelm Herschel sichtet im Sternbild Großer Bär die später als NGC 3027 katalogisierte Galaxie.
- 6. April: Im Sternbild Haar der Berenike wird Wilhelm Herschel der Galaxien NGC 4494 und NGC 4565 gewahr, im Sternbild Löwe der Galaxie NGC 3902 und im Sternbild Kleiner Löwe der Galaxie NGC 3344.
- 10. April: Wilhelm Herschel entdeckt die etwa 300 Millionen Lichtjahre entfernt gelegene Galaxie NGC 3808 im Sternbild Löwe sowie die Galaxie NGC 4725 im Sternbild Haar der Berenike.
- 28. April: Wilhelm Herschel findet im Sternbild Jagdhunde in etwa 13 Millionen Lichtjahre Entfernung die Galaxie NGC 4214.
- 1. Mai: Die Galaxien NGC 5005 und NGC 5033 im Sternbild Jagdhunde sowie NGC 5533 und NGC 5557 im Sternbild Bärenhüter werden von Wilhelm Herschel gesichtet.
- 26. September: Wilhelm Herschel spürt im Sternbild Pegasus die Galaxien mit den Katalognummern NGC 7619 und NGC 7626 auf.
- 28. September: Wilhelm Herschel entdeckt im Sternbild Wassermann die Galaxie NGC 7606.
- 1. Oktober: Wilhelm Herschel beobachtet im Sternbild Walfisch die Galaxie mit der späteren Bezeichnung NGC 279.
- 3. Oktober: Die Galaxie NGC 720 im Sternbild Walfisch und die Galaxie NGC 1309 im Sternbild Eridanus werden von Wilhelm Herschel erstmals beobachtet.
- 5. Oktober: Wilhelm Herschel findet im Sternbild Eridanus die Galaxie mit der späteren Bezeichnung NGC 1700.
- 6. Oktober: Im Sternbild Eridanus entdeckt Wilhelm Herschel die Galaxien NGC 1114 und NGC 1407.
- 8. Oktober: Wilhelm Herschel bemerkt im Sternbild Walfisch die Galaxie mit der späteren Bezeichnung NGC 533.
- 9. Oktober: Im Sternbild Walfisch entdeckt Wilhelm Herschel die Galaxien NGC 1073 und NGC 1087.
- 25. Oktober: Wilhelm Herschel beobachtet als Erster im Sternbild Fische die Galaxien NGC 36 und NGC 7562 und im Sternbild Walfisch die Galaxie NGC 864.
- 26. Oktober: Wilhelm Herschel sieht im Sternbild Wassermann die Galaxie NGC 7252.
- 22. November: Im Sternbild Walfisch bemerkt Wilhelm Herschel die Galaxie NGC 268.
- 23. November: Wilhelm Herschel wird zum Entdecker der Galaxie NGC 137 im Sternbild Fische.
- 27. November: Im Sternbild Wassermann entdeckt Wilhelm Herschel die Galaxien NGC 7723 und NGC 7727, im Sternbild Walfisch die Galaxien NGC 154 und NGC 255 und im Sternbild Eridanus die Galaxie NGC 1200.
- 28. November: Im Sternbild Wassermann gelingt Wilhelm Herschel das Entdecken der Galaxie NGC 7371 sowie im Sternbild Walfisch der Galaxien NGC 217 und NGC 835.
- 5. Dezember: Wilhelm Herschel findet im Sternbild Andromeda die Galaxien NGC 160 und NGC 280.
- 6. Dezember: Himmelsbeobachtungen Wilhelm Herschels führen zum Entdecken der Galaxie NGC 2964 im Sternbild Löwe.
- 7. Dezember: Wilhelm Herschel entdeckt im Sternbild Kleiner Löwe die beiden Balkenspiralgalaxien NGC 3003 und NGC 3395.
- William Herschel entdeckt den Konusnebel

#### Luftfahrt
- 7. Januar: Jean-Pierre Blanchard und John Jeffries überqueren erstmals den Ärmelkanal in einem mit Wasserstoff gefüllten Gasballon von Dover nach Calais. Sie brauchen für die Fahrt 2 Stunden 25 Minuten und müssen bis auf ihre Unterhosen allen Ballast abwerfen.

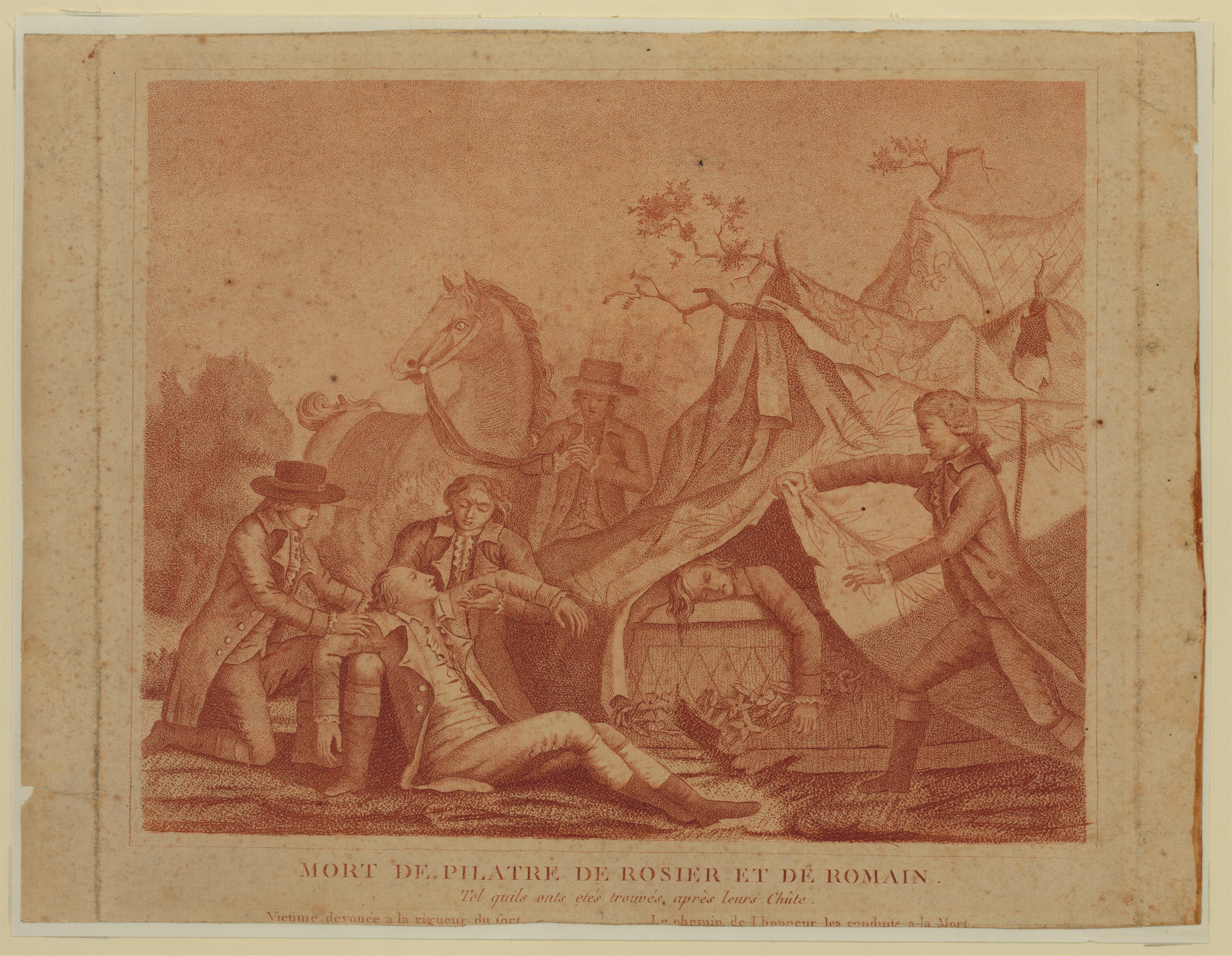
Der Tod Roziers und Romains

- 15. Juni: Jean-François Pilâtre de Rozier und sein Mitfahrer Pierre Romain werden beim Versuch, den Ärmelkanal zu überqueren, die ersten Todesopfer der Luftfahrt, als sich der Wasserstoff in ihrer Rozière entzündet und die Ballongondel abstürzt.

#### Lehre und Forschung
- 27. Januar: Mit der University of Georgia wird in Athens die erste staatliche Universität der Vereinigten Staaten gegründet. Erster Präsident wird Abraham Baldwin. Vorlesungen beginnen erst Jahre später.
- 7. November: Die von Kaiser Joseph II. auf Initiative seines Leibarztes Giovanni Alessandro Brambilla gegründete k.k. medizinisch-chirurgische Josephs-Academie in Wien wird eröffnet.
- Die Universität von Neubraunschweig (University of New Brunswick) wird in Fredericton (Kanada) gegründet.

#### Sonstiges

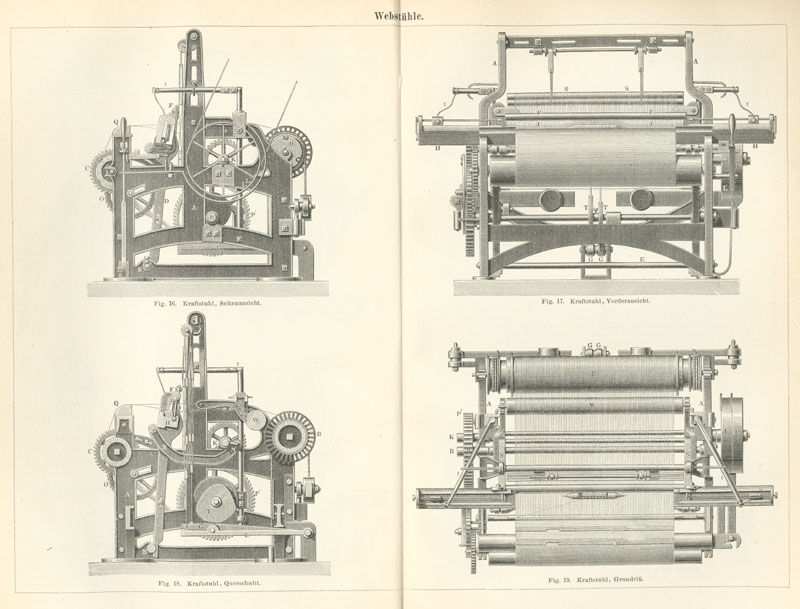
Abbildungen von Power Looms aus Meyers Konversationslexikon

- Der englische Pfarrer Edmond Cartwright erfindet den Power Loom, die erste dampfkraftbetriebene Webmaschine und die erste automatische Webmaschine für breite Gewebe überhaupt.
- Immanuel Kant veröffentlicht die Grundlegung zur Metaphysik der Sitten.
- Der schwedische Marinearzt Arvid Faxe erfindet zum Schutz von Schiffen gegen Schädlinge die Dachpappe.

#### Literatur

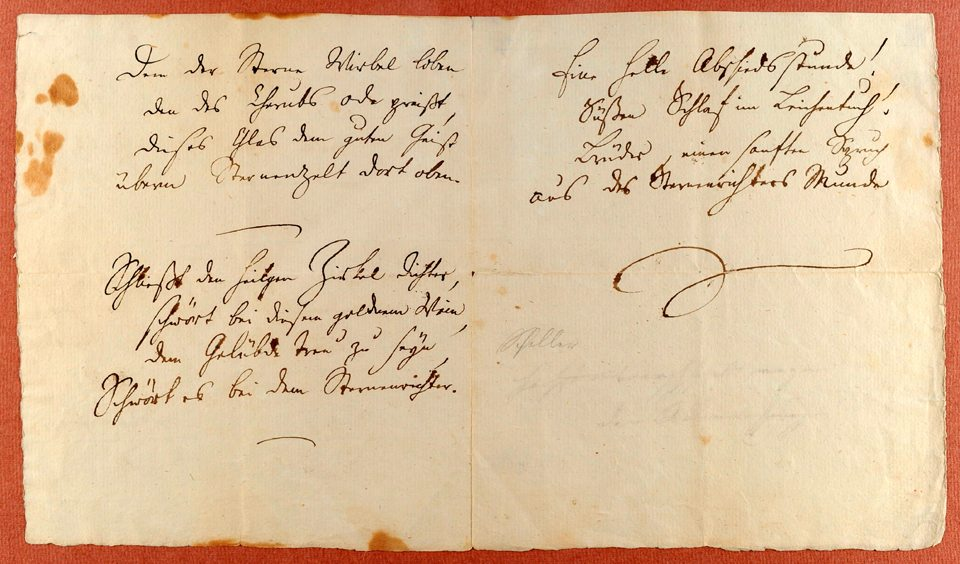
Schillers Autograph

### Kultur

#### Musik und Theater
- 11. Februar: Das 20. Klavierkonzert von Wolfgang Amadeus Mozart wird im Wiener Casino Zur Mehlgrube uraufgeführt, wobei der Komponist selbst den Solopart übernimmt.
- 2. April: Uraufführung der Oper La finta principessa von Luigi Cherubini am King’s Theatre in London
- 12. Oktober: Uraufführung der Oper La grotta di Trofonio von Antonio Salieri am Burgtheater in Wien

### Gesellschaft
- 26. Februar: Mit der wegen Diebstahls verurteilten Barbara Erni wird letztmals im Fürstentum Liechtenstein eine Person hingerichtet.
- In einem Wörterbuch der Regionen Provence und Comtat Venaissin wird erstmals das Kartenspiel Quadrette erwähnt.

### Natur und Umwelt
- 19. Februar: Der Meteorit Eichstädt schlägt im Ort Breitenfurt bei Eichstätt ein.

## Geboren

### Erstes Quartal
- 01. Januar: John Oxley, australischer Entdecker († 1828)

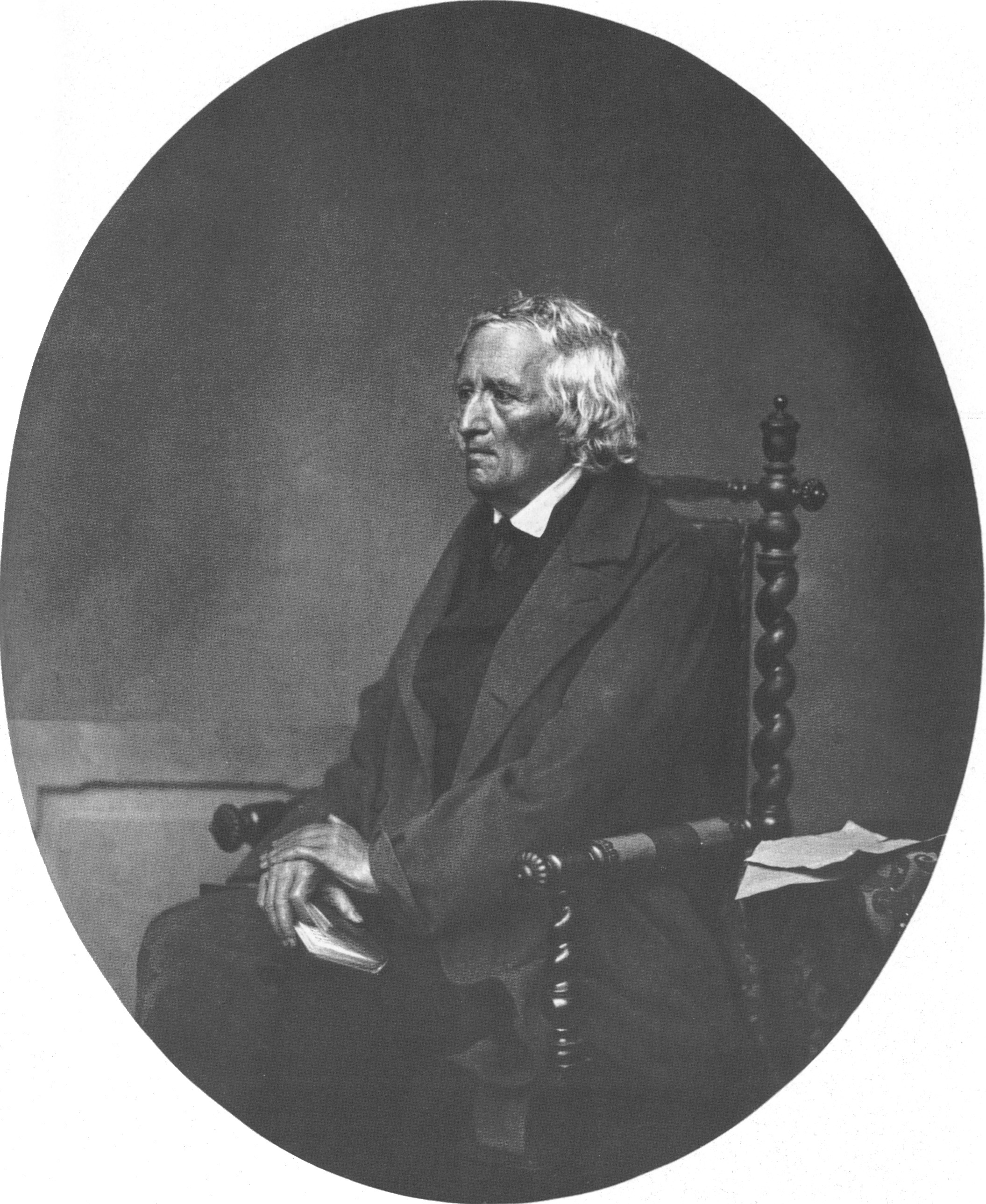
Jacob Grimm, ca. 1860

- 04. Januar: Jacob Grimm, deutscher Sprach- und Literaturwissenschaftler und Jurist († 1863)
- 06. Januar: Karl Friedrich von Rumohr, deutscher Kunsthistoriker, Schriftsteller und Gastrosoph († 1843)
- 08. Januar: Jan Baptiste de Jonghe, flämisch-belgischer Maler († 1844)
- 09. Januar: Christian Moritz Pauli, deutscher Pädagoge und Sprachwissenschaftler († 1825)
- 13. Januar: Ernst Carl von Ahlefeldt, Herr der Güter Oehe und Rögen († 1877)
- 15. Januar: William Prout, britischer Mediziner und Chemiker († 1850)
- 20. Januar: Theodor Grotthuß, lettischer Physiker und Chemiker († 1822)
- 23. Januar: Carl Adolph Agardh, schwedischer Botaniker († 1859)
- 26. Januar: Ernst Siegfried Mittler, deutscher Verleger († 1870)
- 30. Januar: Alexandre Abel de Pujol, französischer Historienmaler († 1861)
- 31. Januar: Charles Green, englischer Aeronautiker († 1870)
- 02. Februar: Isabella Colbran, spanische Opernsängerin († 1845)
- 07. Februar: Frédéric-Auguste Quesnel, kanadischer Politiker († 1866)
- 07. Februar: Theophilus Friedrich Rothe, deutscher Jurist († 1837)
- 08. Februar: Heinrich Anschütz, deutscher Schauspieler († 1865)
- 08. Februar: Martín Miguel de Güemes, argentinischer General des Unabhängigkeitskrieges († 1821)
- 10. Februar: Claude Louis Marie Henri Navier, französischer Mathematiker und Physiker († 1836)
- 12. Februar: Pierre Louis Dulong, französischer Physiker und Chemiker († 1838)
- 13. Februar: Johann Baptist Pflug, deutscher Maler († 1866)
- 20. Februar: Karl von Hohenzollern-Sigmaringen, deutscher Adeliger († 1853)
- 21. Februar: Karl August Varnhagen von Ense, deutscher Schriftsteller und Biograph († 1858)
- 22. Februar: Jean Peltier, französischer Physiker († 1845)
- 06. März: Gesche Gottfried, deutsche Serienmörderin († 1831)
- 06. März: Karol Kurpiński, polnischer Komponist († 1857)
- 07. März: Alessandro Manzoni, italienischer Schriftsteller († 1873)
- 11. März: Eleonore Prochaska, deutsche Soldatin († 1813)
- 11. März: James Thomas, US-amerikanischer Politiker († 1845)
- 14. März: August Wilhelm Francke, Oberbürgermeister von Magdeburg († 1851)
- 19. März: Pierre Zimmermann, französischer Klavierpädagoge und Komponist († 1853)
- 22. März: Adam Sedgwick, britischer Begründer der modernen Geologie († 1873)
- 23. März: Gottlieb Heise, deutscher Orgelbauer († 1847)
- 27. März: Ludwig XVII., französischer Dauphin († 1795)
- 28. März: Ferdinand von Sachsen-Coburg-Saalfeld-Koháry, deutscher Feldmarschallleutnant in österreichischen Diensten († 1851)
- 30. März: Tomás Bobadilla, dominikanischer Politiker und Jurist und der erste Präsident der Junta Central Gubernativa Definitiva der Dominikanischen Republik († 1871)

### Zweites Quartal
- 01. April: Ferdinand Johann von Olivier, deutscher Maler († 1841)

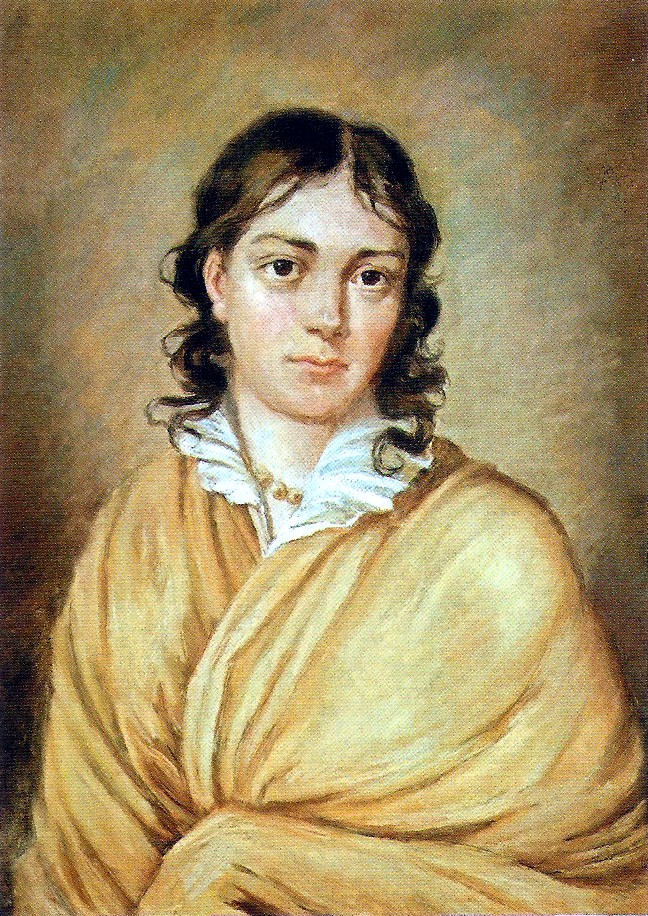
Bettina v. Arnim, um 1890

- 04. April: Bettina von Arnim, deutsche Schriftstellerin, Zeichnerin und Komponistin († 1859)
- 06. April: Ludwig Snell, Schweizer Politiker, Staatsrechtler, Publizist und Pädagoge († 1854)
- 09. April: Meinrad Amann, österreichischer Abt des Stifts St. Paul († 1839)
- 14. April: Thomas Butler, US-amerikanischer Politiker († 1847)
- 21. April: Charles-Joseph de Flahaut, französischer General und Politiker († 1870)
- 26. April: John James Audubon, US-amerikanischer Ornithologe († 1851)
- 28. April: Prosper Ludwig von Arenberg, Herzog von Arenberg, Aarschot und Meppen, Fürst von Recklinghausen, Graf von der Marck († 1861)

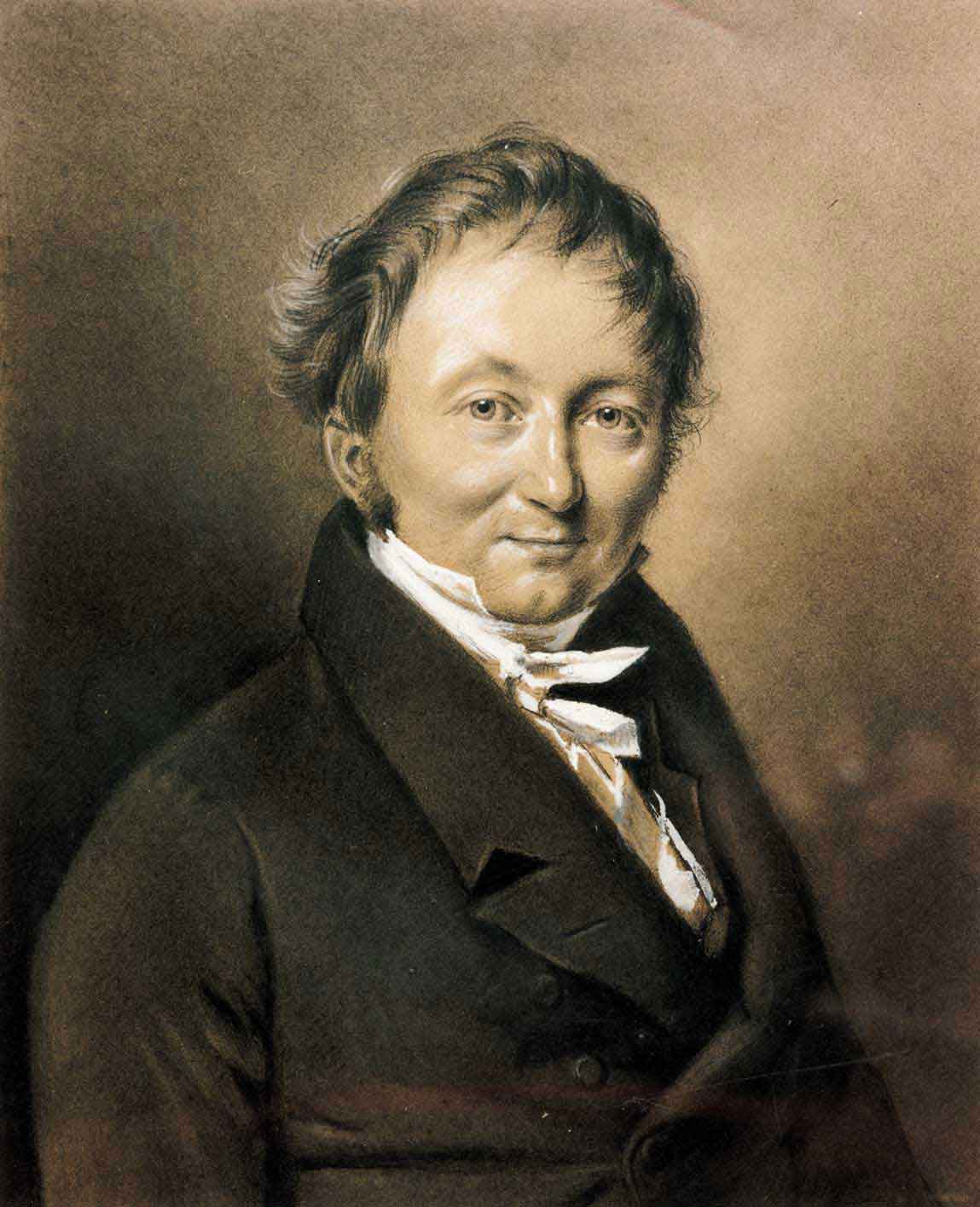
Karl Drais, 1820

- 29. April: Karl Drais, deutscher Erfinder († 1851)
- 01. Mai: Antonie van Goudoever, niederländischer Literaturwissenschaftler und Altphilologe († 1857)
- 06. Mai: Arvid August Afzelius, schwedischer Volksliedsammler († 1871)
- 09. Mai: James Pollard Espy, US-amerikanischer Meteorologe († 1860)
- 13. Mai: Friedrich Christoph Dahlmann, deutscher Historiker und Staatsmann († 1860)
- 13. Mai: Hans Karl von Diebitsch-Sabalkanski, russischer Feldmarschall († 1831)
- 14. Mai: Hans Adolph Goeden, deutscher Mediziner und Schriftsteller († 1826)
- 16. Mai: Johann Nepomuk von Ringseis, deutscher Arzt und Professor († 1880)
- 19. Mai: Gottfried Duden, deutscher Schriftsteller († 1855)
- 19. Mai: Alois Vock, Schweizer römisch-katholischer Geistlicher, Pädagoge und Historiker († 1857)
- 21. Mai: Immanuel Bekker, deutscher Altphilologe († 1871)
- 30. Mai: Johannes Scharrer, deutscher Unternehmer und Politiker († 1844)
- 31. Mai: Heinrich LXII., Fürst Reuß jüngere Linie († 1854)
- 02. Juni: William C. Bowen, US-amerikanischer Arzt, Chemiker und Hochschullehrer († 1815)
- 04. Juni: Luman Reed, US-amerikanischer Unternehmer und Kunstmäzen († 1836)
- 08. Juni: Friedrich Wilhelm Wäldner, deutscher Orgelbauer († 1852)
- 12. Juni: Konrad Melsbach, preußischer Landrat († 1840)
- 17. Juni: Charles Ashe à Court-Repington, britischer General († 1861)
- 19. Juni: Johann Caspar Harkort V., deutscher Unternehmer († 1877)
- 24. Juni: Karl Friedrich Bachmann, deutscher Philosoph und Mineraloge († 1855)
- 24. Juni: Alexander Porter, US-amerikanischer Politiker († 1844)

### Drittes Quartal
- 02. Juli: Christian Friedrich Heinrich Sachse, deutscher evangelischer Geistlicher und Kirchenlieddichter († 1860)
- 06. Juli: William Jackson Hooker, britischer Botaniker († 1865)
- 07. Juli: Domenico Gilardi, Schweizer Architekt des Neoklassizismus in Moskau († 1845)
- 09. Juli: Elise Schleiden, deutsche Malerin († 1874)
- 13. Juli: Heinrich Ludwig Smalian, deutscher Oberforstmeister († 1848)
- 14. Juli: Gottlob Christian Crusius, deutscher Philologe, Pädagoge und Autor († 1848)
- 15. Juli: Giovanni Ricordi, italienischer Musikverleger († 1853)

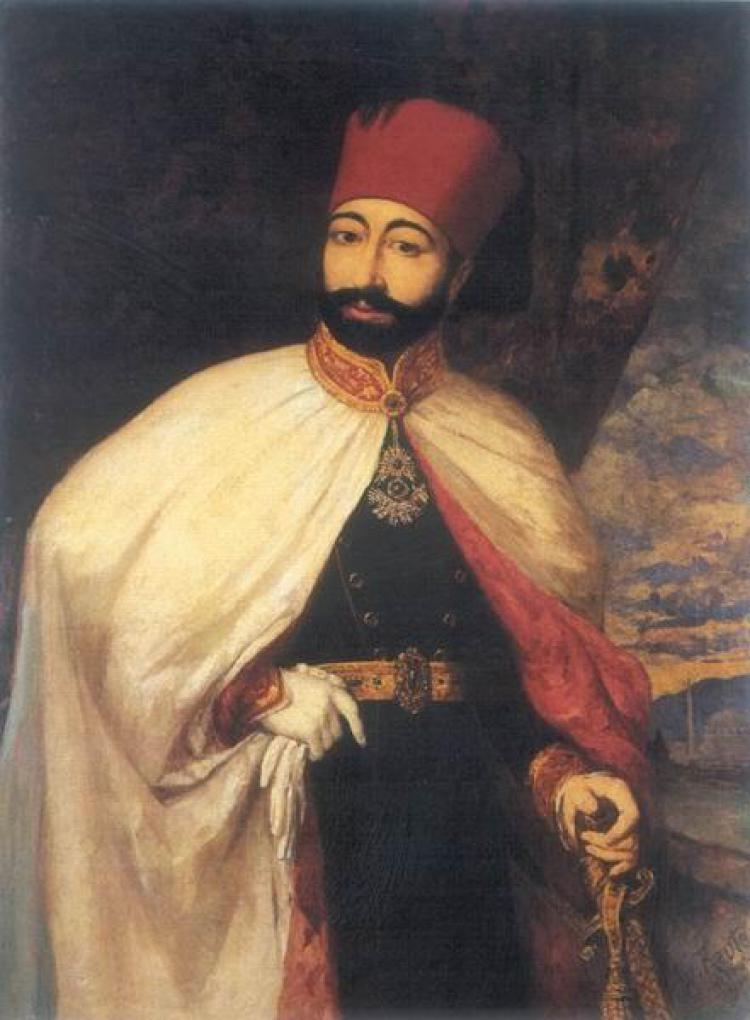
Mahmud II.

- 20. Juli: Mahmud II., osmanischer Sultan († 1839)
- 23. Juli: Francisco Antonio Pinto, chilenischer Präsident († 1858)
- 25. Juli: Reinhard Christian Wilhelm Aurelius Steimmig, deutscher Mediziner († 1840)
- 06. August: Johann Andreas Schmeller, bayrischer Germanist und Sprachforscher († 1852)
- 09. August: Carl August Schwerdgeburth, deutscher Kupferstecher und Maler († 1878)
- 13. August: Otto von Arnim, deutscher Regierungsbeamter († 1820)
- 15. August: Thomas De Quincey, britischer Schriftsteller († 1859)
- 18. August: Friedrich Wieck, deutscher Musiker und Musikpädagoge († 1873)
- 23. August: Friedrich Ammensdörfer, fränkischer Bierbrauer, Gastwirt und Politiker († 1850)
- 23. August: Oliver Hazard Perry, US-amerikanischer Marineoffizier († 1819)
- 25. August: Adam Wilhelm Moltke, dänischer Politiker und der erste demokratisch gewählte Konzeilspräsident († 1864)
- 27. August: Agustín Gamarra, Staatspräsident von Peru († 1841)
- 30. August: Lin Zexu, chinesischer Beamter († 1850)
- 01. September: Philip Allen, US-amerikanischer Politiker († 1865)
- 08. September: Maximilien de Meuron, Schweizer Landschaftsmaler († 1868)
- 11. September: Presley Spruance, US-amerikanischer Politiker († 1863)
- 16. September: Christian Friedrich Illgen, deutscher evangelischer Geistlicher und Hochschullehrer († 1844)
- 25. September: George Frederick Pinto, englischer Komponist († 1806)
- 30. September: Ange Hyacinthe Maxence de Damas, französischer General († 1862)

### Viertes Quartal
- 06. Oktober: Albert Methfessel, deutscher Komponist und Dirigent († 1869)
- 10. Oktober: Florestan I., Fürst von Monaco († 1856)
- 13. Oktober: Maria Anna Amalie von Hessen-Homburg, Frau von Prinz Wilhelm von Preußen († 1846)
- 13. Oktober: Jean-Charles Persil, französischer Politiker und Jurist († 1870)
- 15. Oktober: José Miguel Carrera, chilenischer Nationalheld und erster Staatspräsident († 1821)
- 21. Oktober: Ebenezer Herrick, US-amerikanischer Politiker († 1839)
- 22. Oktober: Adam von Faßmann, deutscher Apotheker und Politiker († 1840)
- 22. Oktober: Georg Friedrich Kersting, deutscher Maler der Romantik († 1847)
- 23. Oktober: Anton zu Stolberg-Wernigerode, preußischer Staatsminister († 1854)
- 24. Oktober: Heinrich Hentzi von Arthurm, österreichischer Generalmajor († 1849)
- 24. Oktober: William Burleigh, US-amerikanischer Politiker († 1827)
- 25. Oktober: Enrico Acerbi, italienischer Mediziner († 1827)
- 25. Oktober: Thomas Brown, US-amerikanischer Politiker († 1867)
- 30. Oktober: Hermann von Pückler-Muskau, deutscher Park-Gestalter und Schriftsteller († 1871)
- 07. November: Friedrich von Warnstedt, dänischer Beamter († 1836)
- 11. November: Diponegoro, javanesischer Freiheitskämpfer († 1855)
- 11. November: Christoph Gottlob Müller, deutscher methodistischer Theologe († 1858)
- 13. November: Sarah Glover, englische Pfarrerstochter und Direktorin einer Sonntagsschule († 1867)
- 18. November: David Wilkie, britischer Maler († 1841)
- 23. November: Joannes Philippus Roothaan, niederländischer Ordensgeneral († 1853)
- 24. November: August Boeckh, deutscher klassischer Philologe und Altertumsforscher († 1867)
- 27. November: Henry Wheaton, US-amerikanischer Politiker, Diplomat und Schriftsteller († 1848)
- 29. November: Franz-Ludwig Mersy, deutscher Theologe († 1843)
- 01. Dezember: Achille-Charles-Léonce-Victor de Broglie, französischer Staatsmann und Diplomat († 1870)
- 04. Dezember: James Whitley Deans Dundas, britischer Admiral († 1862)
- 12. Dezember: Jacob-Elisée Cellérier, Schweizer evangelischer Geistlicher und Hochschullehrer († 1862)
- 16. Dezember: James Noble, US-amerikanischer Politiker († 1831)
- 19. Dezember: Joseph Johnson, US-amerikanischer Politiker († 1877)
- 23. Dezember: Alfred Cuthbert, US-amerikanischer Politiker († 1856)
- 25. Dezember: Christian Gottlob Wild, deutscher Pfarrer und Begründer der Mundartdichtung des Erzgebirges († 1839)
- 26. Dezember: Laurent Clerc, französischer Gehörlosenpädagoge († 1869)
- 28. Dezember: Dorothea von Lieven, Ehefrau des russischen Generals Christoph von Lieven († 1857)

### Genaues Geburtsdatum unbekannt
- Agriolidis, osmanischer Anführer der Janitscharen († 1828)
- Christian von Appel, österreichischer Feldmarschalleutnant († 1854)
- Alexander Buckner, US-amerikanischer Politiker († 1833)
- Robert Henry Dick, britischer Generalmajor († 1846)
- Panagiotis Kefalas, griechischer General und Freiheitskämpfer († 1825)
- Abram M. Scott, US-amerikanischer Politiker († 1833)

## Gestorben

### Erstes Halbjahr
- 03. Januar: Baldassare Galuppi, italienischer Komponist (* 1706)
- 07. Januar: Anna von Hessen-Philippsthal-Barchfeld, hessische Prinzessin und durch Heirat Gräfin von Lippe-Detmold (* 1735)
- 23. Januar: Caroline von Satzenhofen, Äbtissin des adeligen Damenstifts Vilich und Geliebte des kurkölnischen Ersten Ministers Caspar Anton von Belderbusch (* 1728)
- 28. Januar: Johann Gottfried Clemen, deutscher Plantagenbesitzer (* 1728)
- 08. Februar: Josias Lorck, deutscher Pastor (* 1723)
- 000Februar: James Hasell, britischer Kolonialgouverneur von North Carolina
- 03. März: Balthasar Ferdinand Moll, österreichischer Bildhauer (* 1717)
- 05. März: Joseph Reed, US-amerikanischer Politiker (* 1741)
- 14. März: Christian Heinrich Wilhelm von Arnstedt, preußischer Oberst und Kommandeur (* 1713)
- 14. März: Friedrich Christoph von Saldern, preußischer General und Kriegstheoretiker (* 1719)
- 17. März: Albertus Antonius Hinsz, niederländischer Orgelbauer (* 1704)
- 19. März: Hugh Reinagle, englischer Cellist und Komponist (* 1758 oder 1759)
- 06. April: Johann Augustin Dietelmair, deutscher evangelischer Theologe und Hochschullehrer (* 1717)
- 24. April: Friedrich, Herzog zu Mecklenburg-Schwerin (* 1717)
- 26. April: Karl Siegmund von Seckendorff, deutscher Dichter (* 1744)
- 27. April: Johann Seivert, siebenbürgisch-sächsischer Dichter, Historiker und Lexikograf (* 1735)
- 05. Mai: Franz Xaver Schnizer, deutscher Komponist und Organist (* 1740)
- 08. Mai: Étienne-François de Choiseul, französischer Staatsmann (* 1719)
- 08. Mai: Pietro Longhi, venezianischer Maler (* 1702)
- 15. Mai: Karel Blažej Kopřiva, tschechischer Komponist (* 1756)
- 02. Juni: Jean Paul de Gua de Malves, französischer Geistlicher und Mathematiker (* 1713)
- 02. Juni: Gottfried August Homilius, deutscher Komponist, Kantor und Organist (* 1714)
- 14. Juni: Johann Rochus Egedacher, Salzburger Orgelbauer (* 1714)
- 15. Juni: Jean-François Pilâtre de Rozier, französischer Physiker und einer der ersten Luftfahrtpioniere (* 1754)
- 25. Juni: Jacob von Staehlin, deutscher Universalgelehrter und Staatsrat in russischen Diensten (* 1709)
- 30. Juni: James Oglethorpe, britischer General und Philanthrop sowie Gründer der Kolonie Georgia (* 1696)

### Zweites Halbjahr
- 06. Juli: Friedrich August, Fürstbischof von Lübeck und Herzog von Oldenburg (* 1711)
- 12. Juli: Louis-René de Caradeuc de La Chalotais, französischer Jurist (* 1701)
- 13. Juli: Stephen Hopkins, Gouverneur der Colony of Rhode Island and Providence Plantations (* 1707)
- 17. Juli: Margaret Cavendish Bentinck, britische Botanikerin (* 1715)
- 18. Juli: Stanislaw Czerniewicz, polnischer Ordensgeneral (* 1728)
- 20. Juli: Johann Bücher, deutscher evangelischer Theologe (* 1721)
- 10. August: Ephraim Paine, US-amerikanischer Politiker (* 1730)
- 14. August: John William Fletcher, englischer methodistischer Theologe und anglikanischer Pfarrer (* 1729)
- 17. August: Jonathan Trumbull, US-amerikanischer Politiker (* 1740)
- 19. August: Giuseppe Ignazio Appiani, italienischer Maler (* 1706)
- 20. August: Jean-Baptiste Pigalle, französischer Bildhauer (* 1714)
- 26. August: George Germain, 1. Viscount Sackville, britischer Soldat und Politiker (* 1716)
- 19. September: Maria Antonia von Spanien, Königin von Sardinien-Piemont (* 1729)
- 29. September: Jakob Gujer, Schweizer Bauer und Reformer der Landwirtschaft (* 1718)
- 29. September: Franz Ignaz Michael Neumann, deutscher Ingenieur, Architekt und Baumeister (* 1733)
- 30. September: Johann Jacob Moser, deutscher Staatsrechtslehrer (* 1701)
- 10. Oktober: Johann Wolfgang Hammann, deutscher Unternehmer (* 1713)
- 21. Oktober: José Luzán, spanischer Maler (* 1710)
- 31. Oktober: Friedrich II., Landgraf von Hessen-Kassel (* 1720)
- 15. November: César Gabriel de Choiseul-Praslin, französischer Politiker (* 1712)
- 16. November: Honorius Roth von Schreckenstein, Fürstabt von Kempten (* 1726)
- 16. November: Johann Georg Stein, deutscher Orgelbauer (* 1712)
- 16. November: Johan Gottschalk Wallerius, schwedischer Chemiker und Mineraloge (* 1709)
- 18. November: Louis-Philippe I. de Bourbon, Herzog von Orléans (* 1725)
- 20. November: James Wright, britischer Jurist und Kolonialgouverneur der Province of Georgia (* 1716)
- 26. November: Johann Stapf, süddeutscher Bildhauer und Bausachverständiger (* 1711)
- 28. November: William Whipple, US-amerikanischer Politiker, Unterzeichner der Amerikanischen Unabhängigkeitserklärung (* 1730)
- 03. Dezember: Joseph Brown, US-amerikanischer Astronom und Professor an der Brown University (* 1733)
- 06. Dezember: Kitty Clive, englische Schauspielerin, Sopranistin und Autorin (* 1711)
- 08. Dezember: Johann Philipp Du Roi, deutscher Arzt und Botaniker (* 1741)
- 18. Dezember: Giuseppe Allegranza, italienischer Dominikaner und Historiker (* 1713)
- 19. Dezember: Gian Pietro Riva, Schweizer Schulleiter und Übersetzer (* 1696)
- 22. Dezember: Jan de Witte, polnischer Architekt und Generalleutnant der Kronarmee (* 1709)
- 26. Dezember: Ignatz Anton von Weiser, Dramatiker, Mundartdichter und Bürgermeister von Salzburg (* 1701)